# Yini Tao

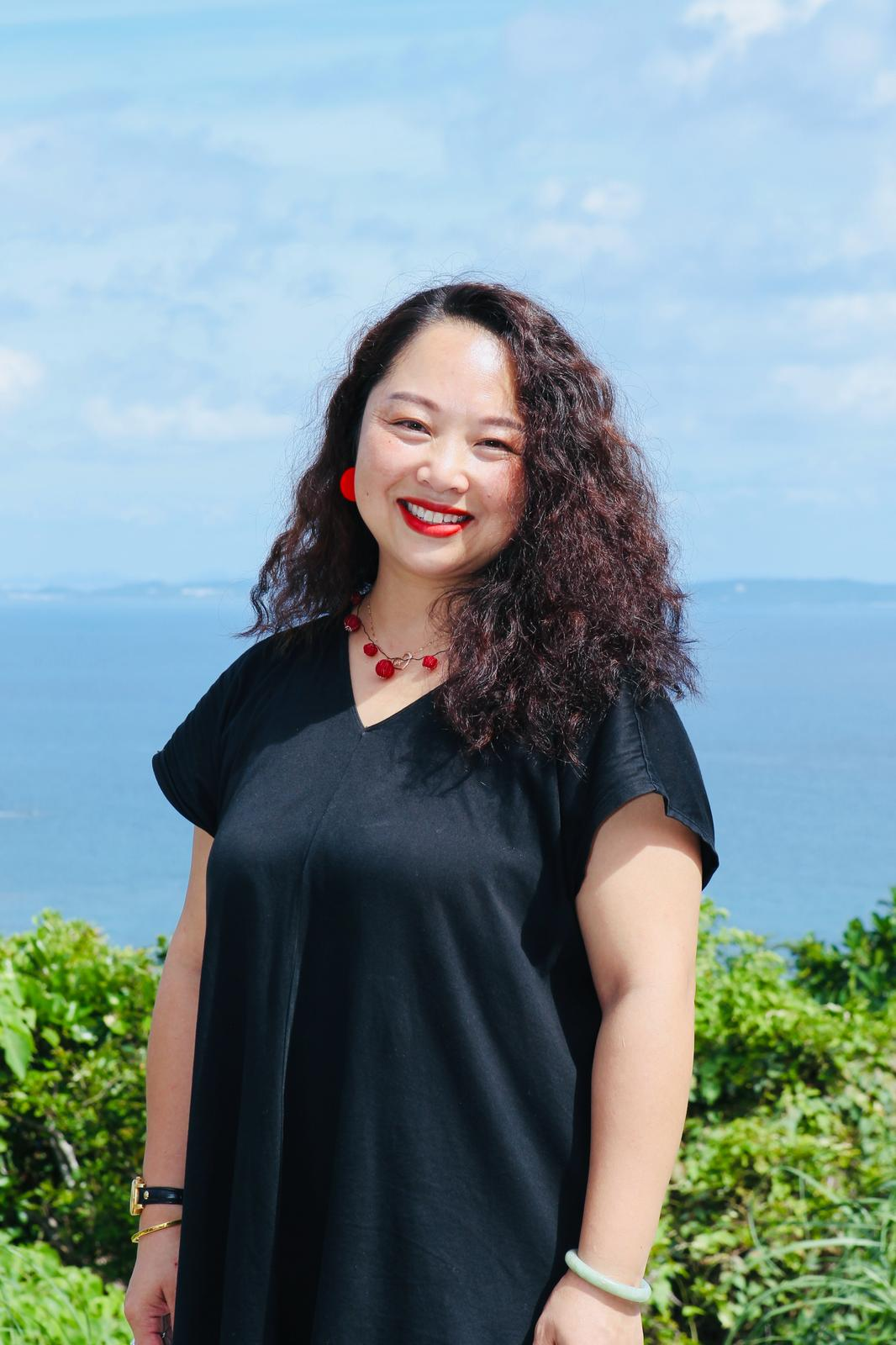
Yini Tao

Yini Tao (* 1978 in Kunming, China) ist eine chinesische Künstlerin und Kuratorin, die in Deutschland wohnt und arbeitet.

## Wirken und Leben
Yini Tao lehrte zwischen 2000 und 2004 an der Kunstfakultät der Universität Lhasa, Tibet. 2007 schloss sie das Studium der Bildhauerei an der Hochschule für Bildende Künste Dresden mit einem Master ab und war bis 2009 Meisterschülerin bei Lutz Dammbeck.
Als Kuratorin organisierte Yini Tao zahlreiche interkulturelle Ausstellungen in Europa und Asien. Die Eröffnungsveranstaltung des Deutschen Pavillons der World Expo Osaka 2025 wurde von ihr ko-kuratiert. Der Fokus ihrer Arbeit liegt auf dem Schaffen facettenreicher Verbindungen und Interaktion zwischen zeitgenössischer Kunst in Europa und Asien unter dem Einfluss traditioneller chinesischer Kultur und Naturphilosophie und europäischer Kunst.
Als Künstlerin verbindet Yini Tao surrealistische Elemente mit Performance, indem sie Alltagsgegenstände in unerwarteten Zusammenhängen inszeniert. Anders als klassische Surrealisten setzt sie jedoch nicht allein auf das Unterbewusste, sondern reflektiert bewusst über ihre künstlerischen Mittel. Neben Performances, in denen sie selbst im Mittelpunkt steht, schafft sie Räume für zwischenmenschliche Begegnungen und kollektives Arbeiten. Dabei greift sie auf Rituale des Alltags zurück und verleiht ihnen eine besondere Feierlichkeit.

## Ausstellungen (Auswahl)
- 2025: Ko-Kuratorin bei Eröffnungsevent des deutschen Pavillons bei der Osaka World Expo
- 2024: Kuratierung der Duo-Ausstellung Neue Horizonte: Dresden trifft Osaka in der Kunsthofpassage in Dresden
- 2023: Kuratorin Kunstprojekt und Ausstellung Logbook at Nanjo Art Museum in Okinawa[3]
- Seit 2018: Kuratorin der Künstlerinnengruppe Dresdner Sezession 89 e.V., Dresden[4]
- 2017: Ausstellung Abundance and Emptiness, Kreative Werkstatt Dresden e.V., Dresden